# Anna Siemienowicz
Anna Grigorjewna Siemienowicz, ros. Анна Григорьевна Семенович (ur. 1 marca 1980 w Moskwie) – rosyjska łyżwiarka figurowa pochodzenia polskiego, startująca w parach tanecznych, a później piosenkarka, aktorka i osobowość telewizyjna.

## Kariera

### Kariera łyżwiarska
Na początku swojej kariery Siemienowicz trenowała łyżwiarstwo figurowe w parze z Dienisem Samochinem. W 1994 roku Siemienowicz tańczyła z Maksimem Kaczanowem, z którym zajęła piąte miejsce na Igrzyskach Dobrej Woli 1994, zaś w 1995 roku zaczęła trenować z Władimirem Fiodorowem, z którym dwukrotnie wygrała zawody Finlandia Trophy, a także zajęła trzecie miejsce na Grand Prix w Łyżwiarstwie Figurowym w Japonii. W 1998 roku zajęła piętnaste miejsce na mistrzostwach świata w łyżwiarstwie figurowym (w kategorii pary taneczne). Rok później duet rozpadł się, a Siemienowicz została partnerką taneczną Romana Kostomarowa, w parze z którym zajęła czwarte miejsce na mistrzostwach Rosji w łyżwiarstwie figurowym w 1999 roku i drugie w 2000, a także wzięła udział w mistrzostwach Europy i świata w łyżwiarstwie figurowym. Po rozstaniu z Kostomarowem, artystka ponownie tańczyła z Samochinem, z którym zajęła czwarte miejsce na mistrzostwach Rosji w łyżwiarstwie figurowym w 2001 roku. Niedługo potem tancerka doznała kontuzji, w wyniku której musiała zakończyć karierę łyżwiarską.

#### Uczestnictwo w zawodach sportowych (wyniki)
- 1995: NHK Trophy (Nagoja, Japonia) : 3. miejsce (z W. Fiodorowem)
- 1996: Finlandia Trophy (Helsinki, Finlandia) : 1. miejsce (z W. Fiodorowem)
- 1996: NHK Trophy (Osaka, Japonia) : 7. miejsce (z W. Fiodorowem)
- 1997: Skate America (Detroit, Stany Zjednoczone) : 3. miejsce (z W. Fiodorowem)
- 1997: Finlandia Trophy (Helsinki, Finlandia) : 1. miejsce (z W. Fiodorowem)
- 1998: Trophée Lalique (Paryż, Francja) : 4. miejsce (z W. Fiodorowem)
- 1998: Mistrzostwa Rosji (Moskwa, Rosja) : 3. miejsce (z W. Fiodorowem)
- 1998: Mistrzostwa świata (Minneapolis, Stany Zjednoczone) : 15. miejsce (z W. Fiodorowem)
- 1999: Kubok Rosji (Sankt Petersburg, Rosja)
- 1999: Mistrzostwa Rosji (Moskwa, Rosja) : 4. miejsce (z W. Fiodorowem)
- 2000: Mistrzostwa Rosji (Moskwa, Rosja) : 2. miejsce (z R. Kostomarowem)
- 2000: Finał narodowych eliminacji (Rosja)
- 2000: Mistrzostwa Europy (Wiedeń, Austria) : 10. miejsce (z R. Kostomarowem)
- 2000: Mistrzostwa świata (Nicea, Francja) : 13. miejsce (z R. Kostomarowem)
- 2001: Mistrzostwa Rosji (Moskwa, Rosja) : 4. miejsce (z D. Samochinem)

### Kariera muzyczna
W latach 2003–2007 była członkinią zespołu muzycznego Blestiaszczije. W 2008 roku wydała swoją debiutancką solową płytę zatytułowaną Słuchi. Na krążku znalazł się m.in. utwór „Love lovila”, z którym zakwalifikowała się do udziału w krajowych eliminacjach eurowizyjnych. 7 marca wystąpiła w finale selekcji i zajęła ostatecznie piąte miejsce z 8% poparciem telewidzów. W 2012 roku wydała swój nowy singiel „Boże moj”.
W 2013 roku ukazały się jej kolejne single: „Biez rula”, „Taksi” i „Anna”. W 2014 roku nagrała utwór „Ljubi” w duecie z Martem Babajanem, a także wydała nowy solowy singiel „Ja za toboj”.
W 2015 roku nawiązała współpracę z Artiemem Pindiurą, z którym nagrała utwór „Boys”, a także z Dmitrijem Malikowem, z którym nagrała piosenkę „25 czasow”.

### Kariera aktorska
W 2004 roku zadebiutowała jako aktorka epizodyczną rolą w filmie Straż Nocna w reżyserii Timura Biekmambietowa. Potem zagrała w serialach telewizyjnych.

## Dyskografia solowa

### Albumy studyjne
- Słuchi (2008)

## Filmografia
- 2004: Straż Nocna jako piosenkarka na koncercie
- 2008: Hitler kaput jako łączniczka Zina

## Dubbing
- 2008: Kung Fu Panda jako Żmija